# Geheimakten Solvay
Pour plus de détails, voir Fiche technique et Distribution.
Geheimakten Solvay est un film d'espionnage est-allemand réalisé par Martin Hellberg et sorti en 1953.
Avec 3 800 000 entrées, ce « film de propagande anti-occidental » est au 34e rang des plus gros succès du box-office en Allemagne de l'Est. 

## Synopsis
Le film se situe à la frontière interallemande au début des années 1950 : depuis la division de l'Allemagne, cinq usines de soude, qui appartenaient autrefois au grand groupe Solvay, se trouvent du côté de la RDA. Pour échapper à l'expropriation totale, la direction du groupe a transféré son siège social de Bernbourg à Francfort-sur-le-Main. Les usines de soude revêtent une importance considérable pour l'économie de la RDA en cours de construction, et le pays subit donc quelques dommages lorsque certains membres de la direction de Solvay restent à l'Est pour saboter de manière ciblée les activités socialistes de l'entreprise. L'un des anciens chefs, le directeur Lütgen, a même réussi à s'établir comme administrateur dans la filiale de l'usine est-allemande. Son activité de destruction, qui sape les efforts est-allemands, est vaste : il procède de manière ciblée à de mauvais investissements, détourne des matières premières dont il a un urgent besoin et veille à ce qu'une partie de la production soit acheminée vers l'ouest de Berlin par des voies opaques.
Un camarade ouvrier droit, fidèle au parti et à la ligne, du nom de Hannes Lorenz, n'est plus disposé à assister aux agissements destructeurs de cet « archi-capitaliste ». Depuis un certain temps déjà, le serrurier remarque que la productivité de l'usine ne cesse de baisser malgré une forte implication dans le travail. L'impitoyable Lütgen prévoit alors d'éliminer Lorenz. Mais sa tentative d'assassinat échoue. Avec quelques compagnons d'armes fidèles à la ligne, Lorenz peut désormais stopper les activités de fouille des serviteurs subversifs du capitalisme et même empêcher, dans le dernier mouvement, que des documents importants, les « dossiers secrets Solvay », soient emportés vers l'Ouest. Dans ces documents sont consignés les liens étroits avec l'ancien groupe IG Farben à l'époque de la dictature nationale-socialiste.

## Fiche technique
- Titre original : Geheimakten Solvay[3] (litt. « dossiers secrets Solvay »)
- Réalisation : Martin Hellberg
- Scénario : Karl Georg Egel (de), Richard Groschopp (de)
- Photographie : Eugen Klagemann (de)
- Montage : Johanna Rosinski (de)
- Musique : Ernst Roters (de)
- Sociétés de production : Deutsche Film AG
- Pays de production :  Allemagne de l'Est
- Langue originale : allemand
- Format : Noir et blanc - 1,33:1 - Son mono - 35 mm
- Genre : film d'espionnage
- Durée : 105 minutes
- Dates de sortie : 
  - Allemagne de l'Est : 23 janvier 1953

## Distribution
- Wilhelm Koch-Hooge (de) : Hannes Lorenz
- Leny Marenbach (de) : Bertha Lorenz
- Ulrich Thein : Fritz Lorenz
- Rudolf Klix : Treusch, chef comptable
- Sigrid Roth : Gerda Schramm
- Johannes Arpe : Walter Schramm
- Harald Mannl : Directeur Lütgen
- Raimund Schelcher : Mertens
- Gertrud Meyen : Elisabeth Bergen
- Peter Herden : Ingénieur boucher
- Hans Wehrl : Max Wredel
- Paul R. Henker : Schaub, le maître fourneau
- Theo Shall : Directeur Brennecke
- Carl Balhaus : Rudi
- Friedrich Richter (de) : Fondé de pouvoir Holzmann
- Harro Tenbrook : M. Byer
- Kurt Wildersinn : Lau
- Alexander Hunzinger : Krumme
- Rudolf Fleck (de) : Paul
- Gerhard Konczack : Otto
- Harald Wolff : von Kreß
- Kurt Steingraf : Herdmenger
- Albrecht Bethge : Vermeer
- Gustav Wehrle : Secrétaire du parti SED de l'arrondissement
- Henry Pleß : Maître de charge
- Doris Thalmer : La secrétaire de Brennecke
- Egon Vogel : Concierge à Bernburg
- Hans Finohr : Conducteur de train
- Georg Kröning : Pasteur
- Martin Flörchinger : Hansen
- Michael von Newlinski (de) : Le secrétaire de Klemm